# Nemzeti bajnokság I 1901
První ročník Nemzeti bajnokság I 1901 se konal v roce 1901. Turnaje se účastnilo pět klubů z města Budapešť. Byli to Budapešť TC, Budapešť SC, Ferencvárosi TC, Műegyetemi AFC (Univerzita věd) a Magyar Úszó Egyesület (Maďarský plavecký svaz). Soutěž ovládl klub Budapešť TC, který neprohrál žádné utkání.